# 2009 en catch

Chronologie du catch
- 2008 en catch - 2009 en catch - 2010 en catch

Les faits marquants de l'année 2009 en catch

## Janvier
- 4 janvier : Hiroshi Tanahashi remporte le championnat du monde poids-lourds IWGP et Tiger Mask devient pour la 6e fois champion poids-lourds Junior IWGP à New Japan Pro Wrestling : Wrestle Kingdom III [1].
- 12 janvier : À Genesis Alex Shelley devient pour la première fois champion de la division X de la Total Nonstop Action Wrestling. Le même soir Beer Money, Inc. (James Storm et Robert Roode) deviennent champion du monde par équipe de la TNA pour la deuxième fois[2].
- 13 janvier : Jack Swagger remporte le championnat du monde poids-lourds de la Extreme Championship Wrestling[3].
- 16 janvier : La Sombra et Volador Jr. remportent le championnat par équipe du Consejo Mundial de Lucha Libre (CMLL)[4]
- 19 janvier : CM Punk remporte le championnat intercontinental de la World Wrestling Entertainment (WWE) après sa victoire face à William Regal[5]
- 25 janvier : Lors du Royal Rumble Melina devient championne féminine de la WWE. Le même soir Edge remporte le championnat du monde poids-lourds de la WWE et Randy Orton obtient un match pour le championnat majeur de son choix à WrestleMania XXV après sa victoire dans le Royal Rumble match[6].

## Février
- 15 février : Triple H remporte le championnat de la WWE et Edge devient champion du monde poids-lourds de la WWE à No Way Out[7]

## Avril
- 3 avril : Jerry Lynn bat Nigel McGuinness à Supercard of Honor IV et remporte la ceinture mondiale de la ROH[8].
- 4 avril : Steve Austin, Ricky Steamboat, Terry et Dory Funk, Jr., la Famille Von Erich, Bill Watts, Howard Finkel (en) et Koko B. Ware entrent officiellement au Hall of Fame de la WWE[9].
- 10 avril : Kevin Steen et El Generico remportent les ceintures par équipe en battant The American Wolves[10].
- 19 avril : À Lockdown Angelina Love remporte le championne féminine des Knockout de la TNA et Mick Foley remporte le champion du monde poids-lourds de la TNA[11].
- 26 avril : À Backlash, Christian devient champion de l'ECW. Le même soir, Randy Orton remporte le championnat de la WWE et Edge le championnat du monde poids-lourds de la WWE[12].

## Mai
- Cérémonie du Professional Wrestling Hall of Fame. Randy Savage, Donna Christanello (en), Chief Jay Strongbow, Antonio Inoki, Paul Orndorff, Lou Albano, Billy Graham, Mark Lewin (en) et Don Curtis (en), Evan Lewis (en) et Wladek Zbyszko (en) entrent dans ce temple de la renommée du catch[13].

## Juin
- 13 juin : Austin Aries bat Jerry Lynn à Manhattan Mayhem III et devient le premier catcheur à être champion du monde de la ROH à deux reprises[14].
- 27 juin : Eddie Gilbert (en), Chris Candido, Tod Gordon (en) et Sabu entrent au sein de l'Hardcore Hall of Fame[15]

## Septembre
- 6 septembre : La National Wrestling Alliance annonce les nouveaux membres de son Hall of Fame. Paul Orndorff, Dennis Coralluzzo, Jerry Jarrett (en), Mil Máscaras, Gene Kiniski, Tully Blanchard et Terry Funk font partie de la promotion 2009[16].
- 13 septembre : Breaking Point 2009
- 27 septembre : The Midnight Express (en) (Bobby Eaton, Dennis Condrey (en) et Stan Lane), Dr. Bill Miller (en), Masa Saito, Everett Marshall (en) et Roy Shire intègrent le Wrestling Observer Hall of Fame[17]

## Octobre
- 10 octobre : Tyler Black remporte le tournoi Survival of the Fittest[18]

## Décembre
- 19 décembre : Briscoe Brothers battent The American Wolves lors de Final Battle et deviennent champions par équipe de la ROH[19].

## Décès en 2009
- 13 mars : Andrew Martin (alias Test) mort à la suite d'une overdose d'Oxycodone[20].
- 22 mars : Steve Doll (alias Steven Dunn)[21].
- 28 avril : Paul Perschmann (alias Playboy Buddy Rose) mort de cause naturelle à 56 ans[22].
- 13 juin : Mitsuharu Misawa mort d'une crise cardiaque en plein match à l'âge de 46 ans[23].
- 14 octobre : Louis Albano (alias Captain Lou Albano) mort de cause naturelle à 76 ans[24].
- 4 décembre : Eddie Fatu (alias Umaga) mort d'une crise cardiaque à l'âge de 36 ans[25]
- 29 décembre : Steve Williams décédé des suites d'un cancer de la gorge à 49 ans[26]